# Simonas Daukantas
Simonas Daukantas, polsky Szymon Dowkont (28. října 1793, Kalviai - 6. prosince 1864, Papilė) byl litevský spisovatel, etnograf, historik, lexikograf a překladatel, jeden z klíčových představitelů litevského národního obrození.

## Život
Pocházel z rodiny svobodných sedláků. V letech 1816-1822 studoval na univerzitě ve Vilniusu literaturu a svobodná umění, později politické vědy, roku 1822 získal titul magistra právních věd. Od roku 1826 působil působil v Rize v kanceláři generálního gubernátora, v letech 1835-1850 v Petrohradu v kanceláři ruského senátu, kde měl možnost studovat litevské archivní dokumenty. Roku 1850 se vrátil do Litvy a pět let žil u biskupa Motiejuse Valančiuse. Po upozornění od gubernátora na různá „protivládní“ témata v jeho dílech (litevské války s Rusy, sociální útlak, úplatkářství soudů atp.) žil pak raději na různých místech v Žemiatsku a od roku 1861 až do své smrti na faře v Papilé.

## Dílo

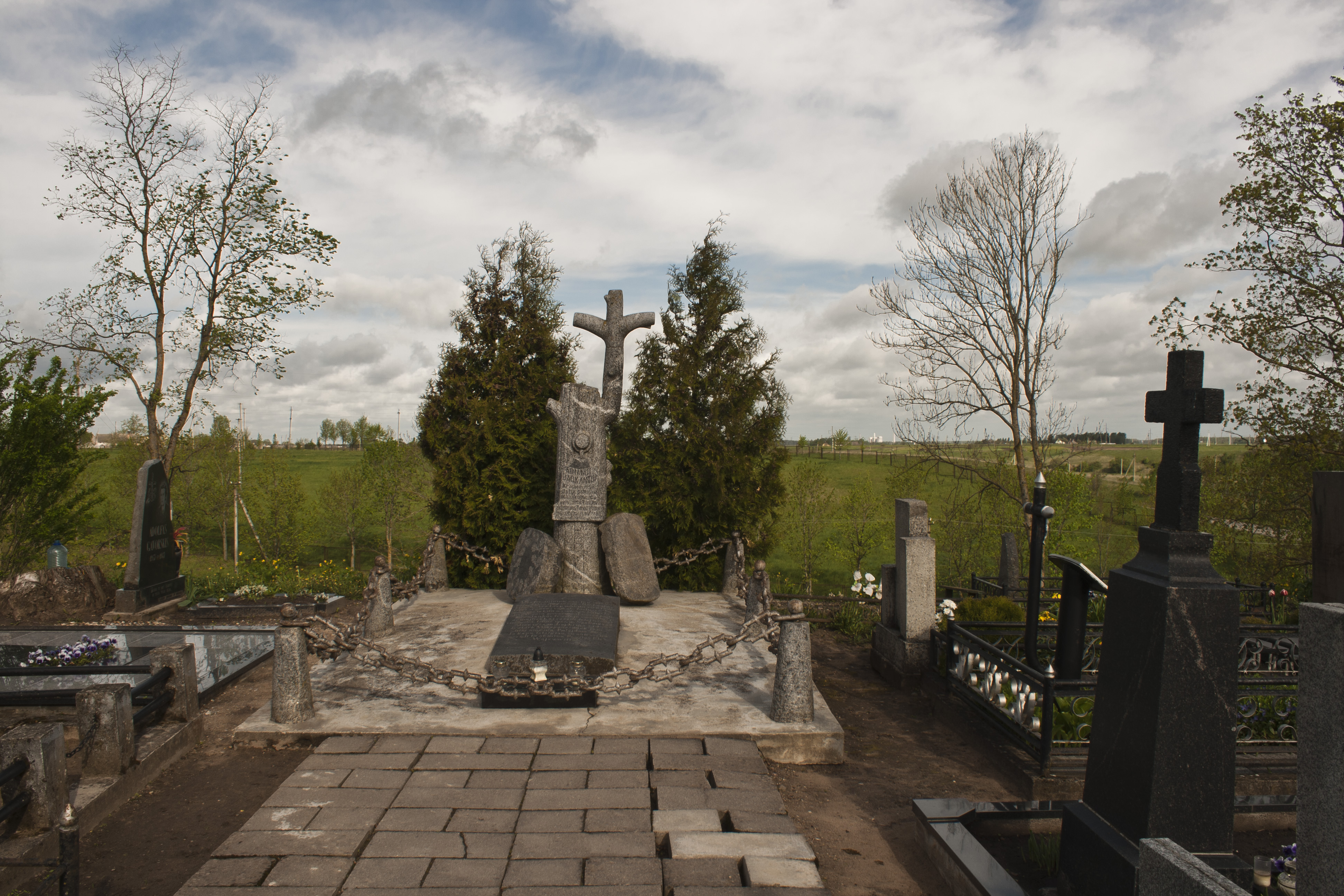
Daukantasův hrob v Papilé

Za svůj nejdůležitější úkol považoval Daukantas hledání pramenů dějin litevského národa, jejich zkoumání a psaní knih pro lid, pro jeho vzdělávání a zvyšování jeho sebeúcty a vědomí vlastní hodnoty. Pro Daukantase znamenalo zachování starého litevského jazyka základ pro přežití národa. Proto také napsal všechna svá díla v litevštině. Stal se autorem prvních dějin Litvy napsaných litevsky, přičemž jeho historické názory ovlivnil německý filozof Johann Gottfried Herder. Ideální stav společnosti viděl v dávných dobách, kdy se ještě neexistovalo nevolnictví, které považoval za nezákonné.
Používal řadu pseudonymů, jako Jokyb Łaukys, K. V. Mylė, Jokūbas Laukys, Motiejus Šauklys, J. Devynakis, Jonas Girdenis, Jonas Raganius, Antanas Žeimys, Jonas Purvys nebo Antanas Vaineikis, aby vytvořil dojem, že je na Litvě hodně vzdělaných lidí.
Sepsal rovněž litevsko-polský slovník a několik knih věnoval litevskému a žemiatakému folklóru. Psal též prózu, k nejslavnější dílům patří román Rubinaičio Peliūzės gyvenimas (Život Peliūzė Rubinaitise), který syžetem připomíná Robinsona Crusoe. Svá díla psal pod vlivem osvícenství a pod silným vlivem romantismu.  Hojně též překládal a z různých jazyků přeložil řadu praktických knížek pro sedláky. Svá díla psal v litevštině, ovšem v žemiatském dialektu. Vytvořil řadu nových slov, která se stala součástí litevského jazyka, ale užíval též řadu archaismů, která chtěl do litevštiny vrátit, což však nebylo příliš úspěšné.

## Ocenění jeho díla
- Roku 1927 byla v Kaunasu v zahradě Muzea války (Karo muziejaus) umístěna jeho busta od Juozase Zikarase.[4]
- V Papilé byl roku 1933 postaven jeho pomník od Vincase Grybase a roku 1986 bylo na faře, kde bydlel, otevřeno jeho muzeum.[5]
- Roku 2000 byl vyobrazen na litevské bankovce v hodnote 100 litasů.[6]
- Roku 2011 byla umístěna jeho bronzová socha od Romanase Kazlauskase na nádvoří kampusu Vilniuské univerzity.[7]

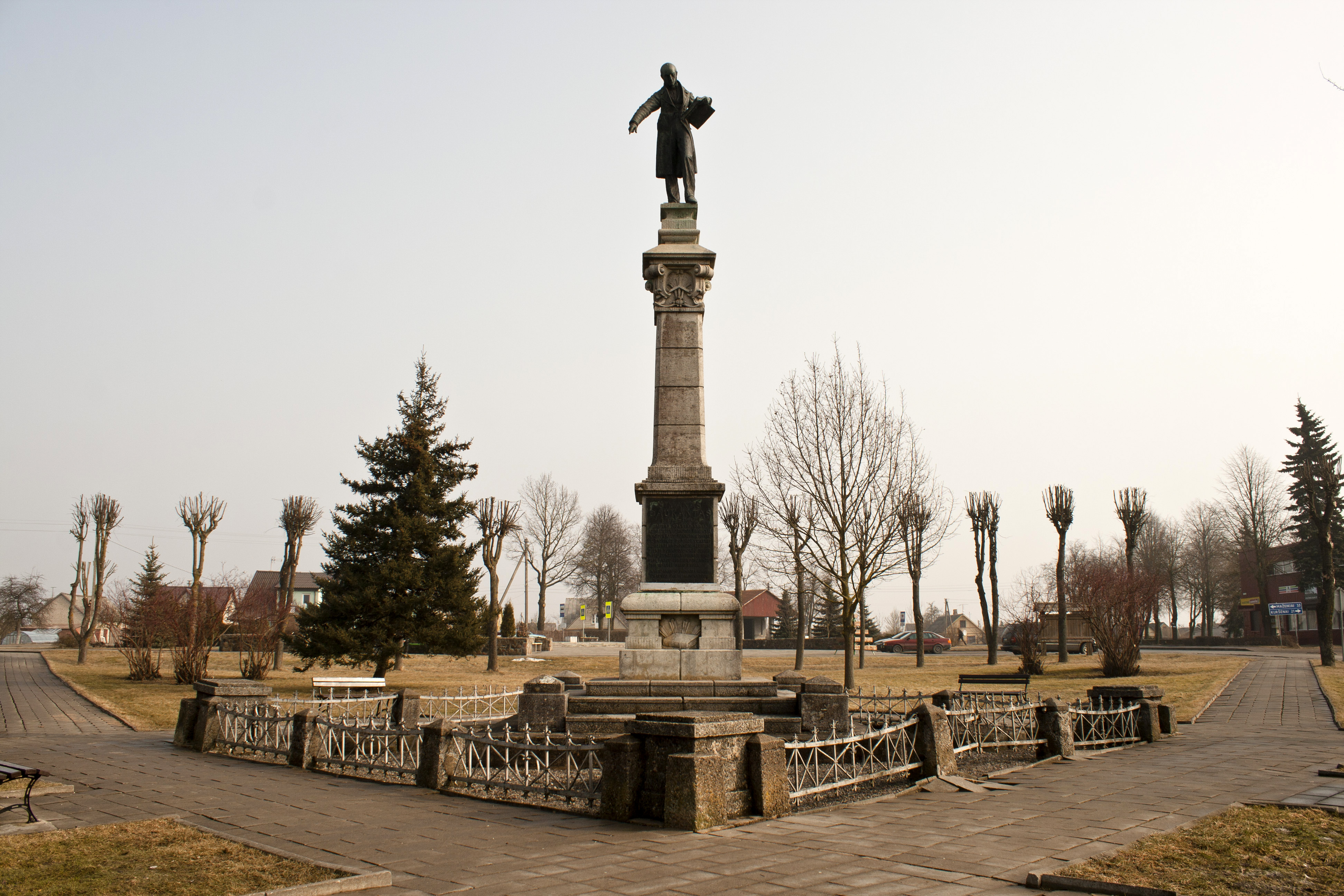
Daukantasův pomník v Papilé z roku 1933
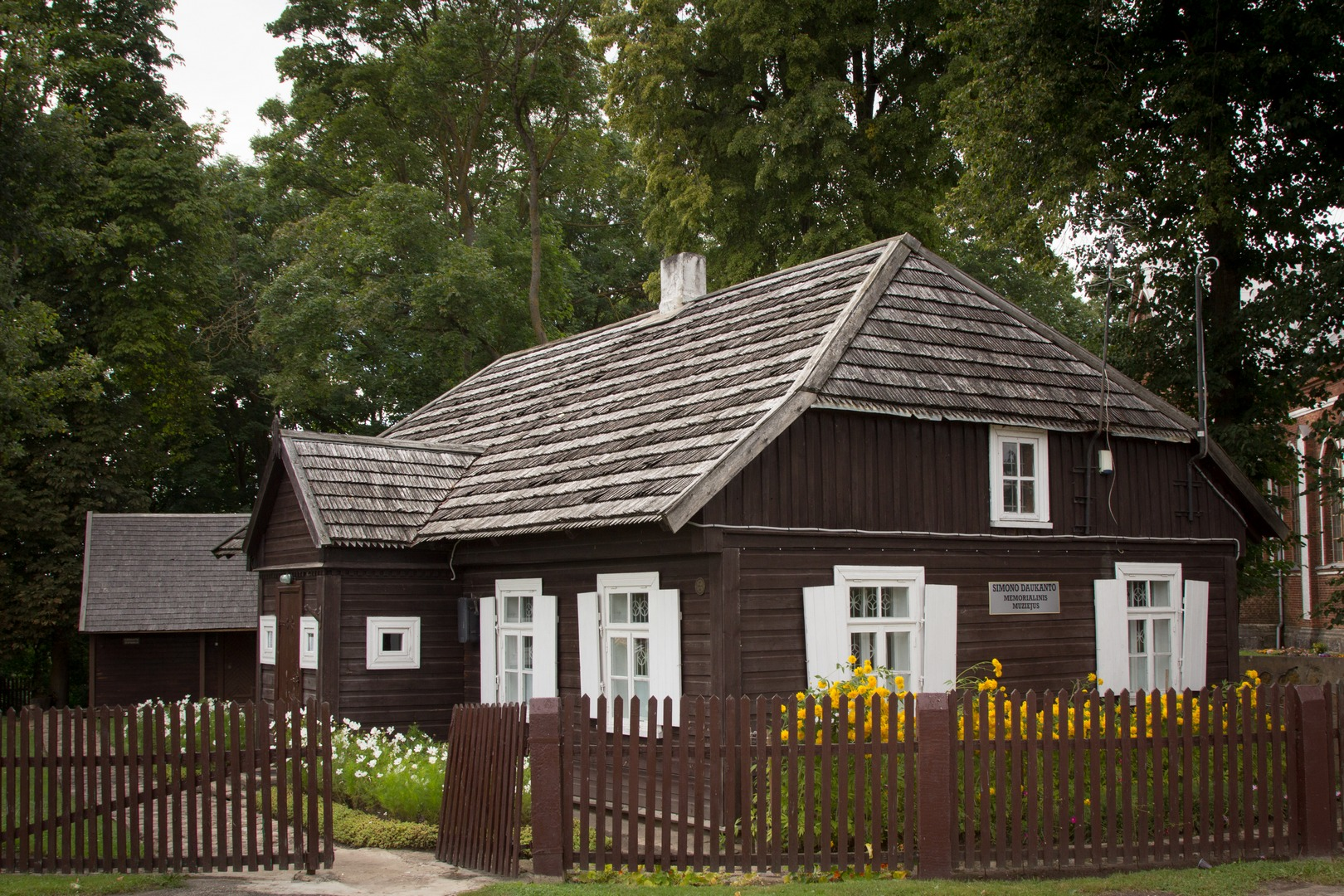
Daukantasovo muzeum v Papilé
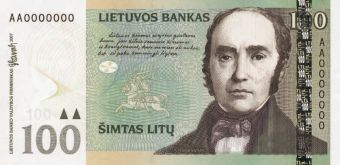
100 litevských litasů z roku 2000
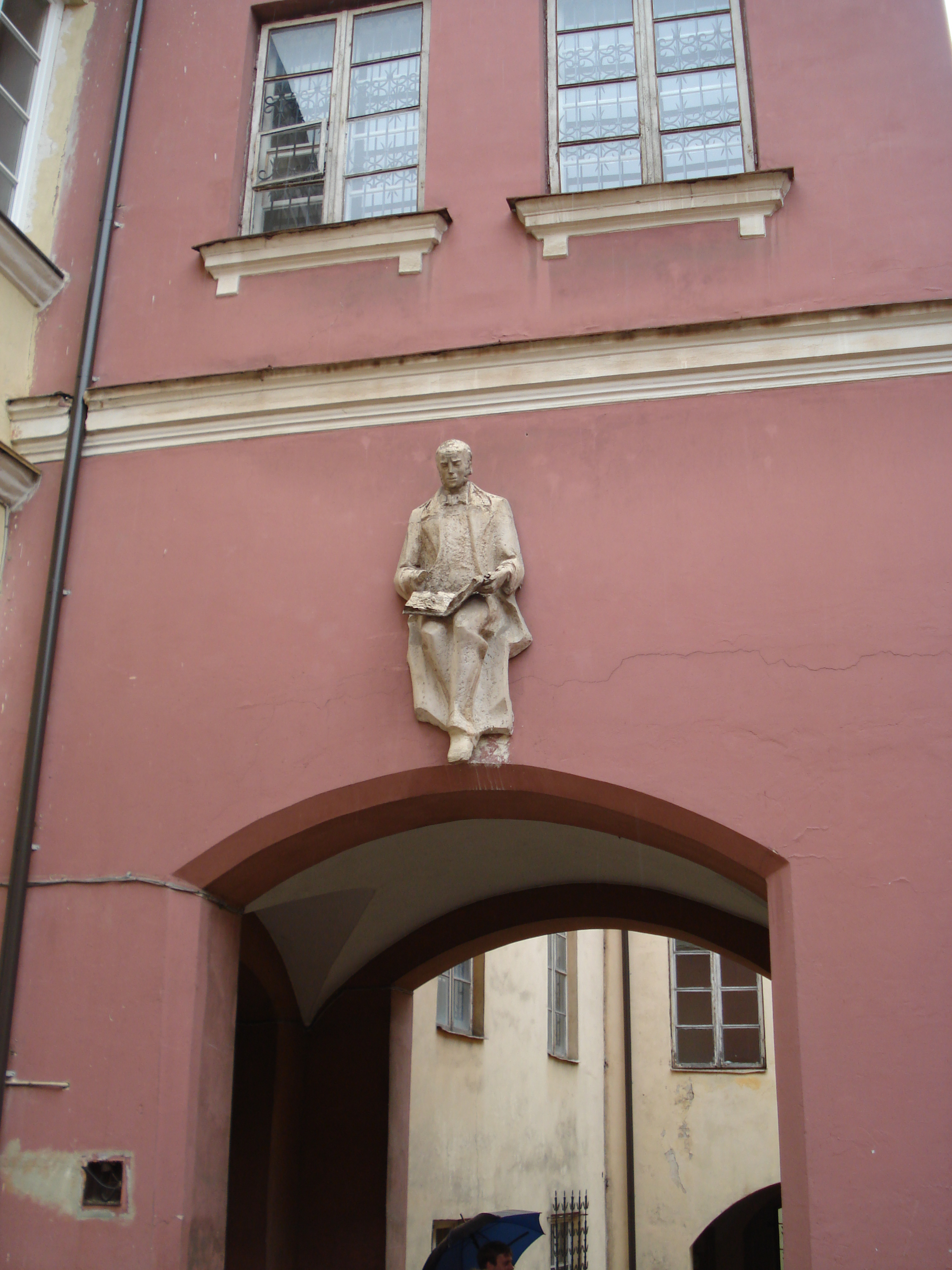
Daukantasova socha v kampusu Vilniuské univerzity z roku 2011

## Výběrová bibliografie

### Vlastní díla

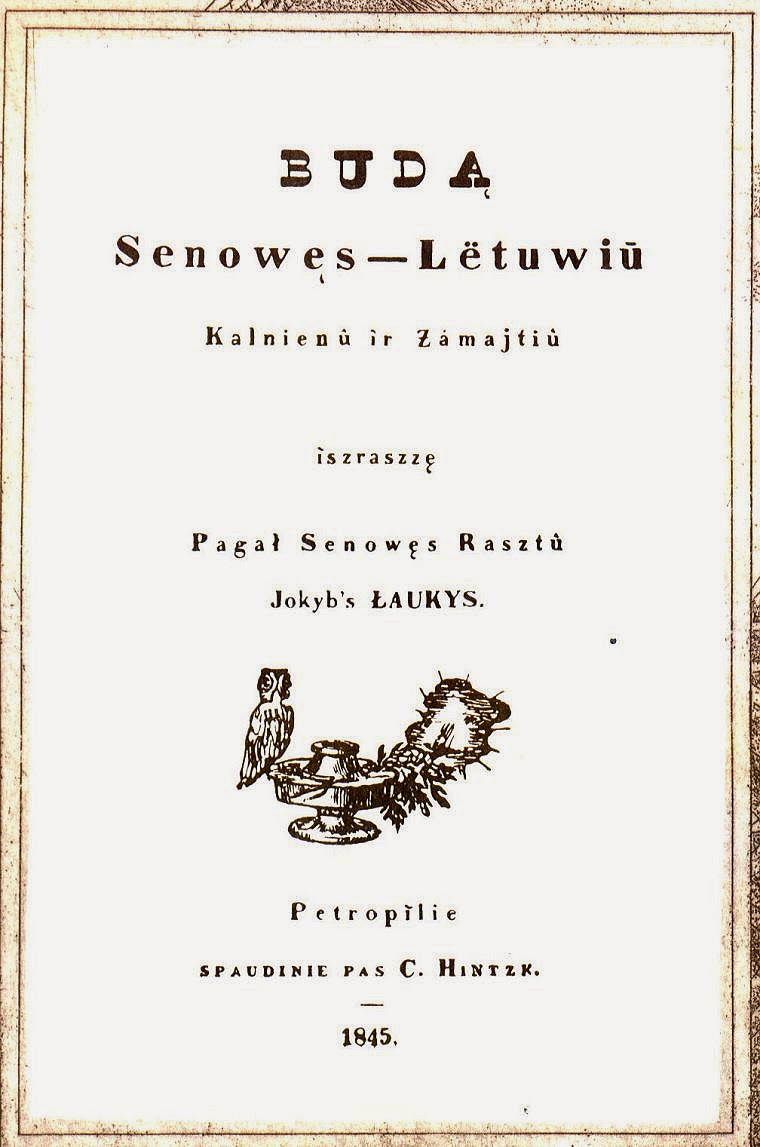
Mravy starých Litevců, Aukštaitů a Žemiatů, první vydání z roku 1845

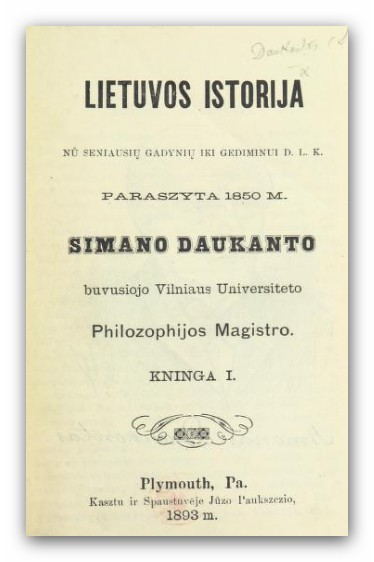
Litevské dějiny, vydání prvního dílu z roku 1893

- Darbai senųjų lietuvių ir žemaičių (Činy dávných Litevců a Žemiatů), dílo napsal ještě za studií roku 1822, vydáno bylo roku 1829.
- Istorija žemaitiška (Dějiny žemiatské), dokončeno roku 1834, vydáno ve dvou dílech jako Lietuvos istoria (Litevské dějiny) v letech 1893-1897. Jde o Daukantasovo nejvýznamnější dílo, první litevské dějiny napsané v litevštině.
- Pasakos masių (Pohádky obyčejných lidí), naspáno kolem roku 1835 a vydáno až 1932.
- Prasma lotynų kalbnos (1837, Význam latinského jazyka), učebnice latiny.
- Abėcėlė lietuvių, kalnėnų ir žemaičių kalbos (1842, Abeceda Litevců, Aukštaitů a Žemiatů), slabikář.
- Būdas senovės lietuvių, kalnėnų ir žemaičių (1845, Mravy starých Litevců, Aukštaitů a Žemiatů), litevské kulturní dějny s popisem přírody, řemesel, zvyků, náboženství i politického uspořádání. Kniha vyšla v Petrohradě pod pseudonymem Jokyb Łaukys.
- Daines žemaičių (1846, Písně žemiatské), sbírka 118 litevských lidových písní a několika desítek pořekadel a rčení.
- Rubinaičio Peliūzės gyvenimą (1846, Život Peliūzė Rubinaitise), román, velmi volná adaptace díla Robinson der Jüngere od německého spisovatele  Joachima Heinricha Campeho, které je samo adaptací knihy Robinson Crusoe od Daniela Defoa.
- Pasakojimas apie veikalus lietuvių tautos senovėje (Vyprávění o činech litevského národa v dávnověku), kratší variana Litevských dějin napsaná v letech 1850-1854 a vydaná až roku 1975.
- Lotynų–lietuvių kalbų žodyną (po 1850, Latinsko-litevský slovník), nedokončeno, pouze písmena A až G.
- Lenkų–lietuvių kalbų žodyną (1850–56, Polsko-litevský slovník).

### Překlady
- Pasakos Fedro (1846, Faedrovy příběhy), překlad Faedrových bajek vytvořený již roku 1824.
- Gyvatas didžiųjų karvaidų senovės (1846, Životy velkých vojevůdců), překlad díla římského historika Cornelia Nepota De viris illustribus.
- Istorija Justinaus, překlad díla Historiarum Philippicarum od římkého historika Marca Iuniana Iustina. Tento překlad nevyšel.
- Pro rolníky přeložil v letech 1847-1854 sedm zemědělských poradenských knih o hospodaření na loukách, o zahradničení, včelařství, lesnictví, tabáku, pěstování chmele a požární ochraně.